# Storia dell'Ungheria pre-magiara
La storia dell'Ungheria pre-magiara abbraccia gli eventi storici avvenuti prima della conquista magiara del bacino dei Carpazi (Honfoglalás), avvenuta nel IX secolo d.C., in quei territori che sarebbero diventati il futuro principato d'Ungheria e il successivo regno d'Ungheria.
Il bacino dei Carpazi, fertile e relativamente caldo, era stato raggiunto dalle prime comunità umane circa 500.000 anni fa. Le prime tracce conosciute appartengono all'homo heidelbergensis, con prove scarse o inesistenti della presenza umana fino alla comparsa dell'homo neanderthalensis circa 100 000 anni fa. L'homo sapiens giunse nel bacino dei Carpazi prima del 30000 a.C. e apparteneva alla cultura aurignaziana, ma alcune fonti sottolineano come in realtà il quadro apparisse molto più complesso; tuttavia, la teoria secondo cui nella regione si fosse affermata anche la cultura di Szeleta, distribuita perlopiù nell'odierna Polonia meridionale, resta contestata. Lo sviluppo nel Paleolitico segue quello del resto d'Europa e i reperti sia dell'Aurignaziano che della successiva cultura gravettiana si riscontrano tanto in Europa centrale quanto in Francia e Spagna. La fase tarda dell'età della pietra è caratterizzato da prove archeologiche minime o non ancora studiate in maniera approfondita, ad eccezione della parentesi della ceramica lineare, durante la quale l'agricoltura approdò nel bacino dei Carpazi.
Durante l'età del rame e del bronzo, tra i principali gruppi attivi nella pianura pannonica si devono segnalare i Baden, i Makó e gli Ottomány (l'assonanza con i turchi ottomani non deve far credere all'esistenza di un legame). Il miglioramento principale riguardò ovviamente la lavorazione dei metalli, ma la cultura di Baden introdusse anche la cremazione e il commercio a lunga distanza con aree decisamente lontane quali il mar Baltico o la Persia, una tendenza questa non eclissatasi durante i periodi Makó e Ottomány. I turbolenti eventi avvenuti durante la tarda età del bronzo causarono il declino della relativamente avanzata civiltà nativa, con l'inizio dell'età del ferro che coincise con l'immigrazione di massa di nomadi indoeuropei ritenuti di origine iranica. Tuttavia, col passare del tempo, il bacino dei Carpazi attirò comunità da ogni dove: i Celti Halstatt, giunti da Occidente, furono i primi e i più influenti gruppi attivi intorno al 750 a.C., seguiti dai misteriosi Siginni intorno al 500 a.C. e dai Pannoni, ovvero una tribù illirica la quale diede il nome alla futura provincia romana. L'estremo oriente della regione fu occupato invece da Traci e tribù iraniche, cui fecero seguito delle comunità celtiche. Prima del 100 a.C., la maggioranza dell'area appariva occupata da vari popoli celtici o legati ai celti, periodo storico a cui risale la cultura di La Tène, subentrata alla Halstatt, e l'arrivo dei Taurisci, dei Boi e dei Pannoni.
I romani iniziarono a interessarsi al bacino dei Carpazi nel 156 a.C., portando avanti le proprie operazioni di conquista con qualche rallentamento; fu questo il caso del potente re dei Daci Burebista, il cui regno si estendeva fino all'odierna Slovacchia al momento della sua massima estensione. Tuttavia, il periodo di predominio dei Daci non durò a lungo e si esaurì nel 9 a.C., quando i romani sottomisero l'intera area e la convertirono nella provincia dell'Illyricum, poi ribattezzata e leggermente riorganizzata nella Pannonia. Sotto il dominio romano furono fondate molte città ancora oggi esistenti come Buda, Győr o Sopron, mentre la popolazione assorbì la cultura romana e visse un periodo di prosperità. Gli imperatori romani si dimostrarono talvolta tolleranti con altre tribù che andarono a stabilirsi nel territorio, come gli Iazigi o i Vandali. Il cristianesimo si diffuse durante il IV secolo d.C., quando divenne religione di stato.
Nei primi anni delle invasioni barbariche, il bacino dei Carpazi fu colonizzato dagli Unni, i quali nel 430 avevano stabilito in Europa un dominio vasto, ancorché effimero. Nelle vicinanze vivevano numerose tribù germaniche, come ad esempio i Goti, i Marcomanni, i Quadi o i Gepidi, con questi ultimi che sopravvissero più a lungo rispetto ad altre comunità e i cui gruppi erano stati assorbiti dagli Unni. La successiva ondata migratoria del VI secolo vide altre popolazioni germaniche, nello specifico i Longobardi e gli Eruli, sopraffare i Gepidi, prima di lasciare spazio a un'altra importante tribù nomade, quella degli Avari. Come gli Unni, gli Avari vi stabilirono un khaganato e rappresentarono una minaccia significativa per i loro vicini. La parentesi avara si protrasse fino all'800 circa, quando Carlo Magno li sottomise; la popolazione avara rimase comunque nella regione e fu gradualmente assorbita da altre popolazioni. Il territorio dell'odierna Ungheria del IX secolo risultava diviso tra il regno dei Franchi Orientali e il Primo impero bulgaro, con la parte nord-orientale invece in mano alla Grande Moravia slava e al Principato di Nitra. Quest'ultima entità statale rimase in piedi fino a quando non ebbe luogo la conquista magiara, avvenuta tra l'860 e il 907 circa.

## Preistoria

### Età della pietra

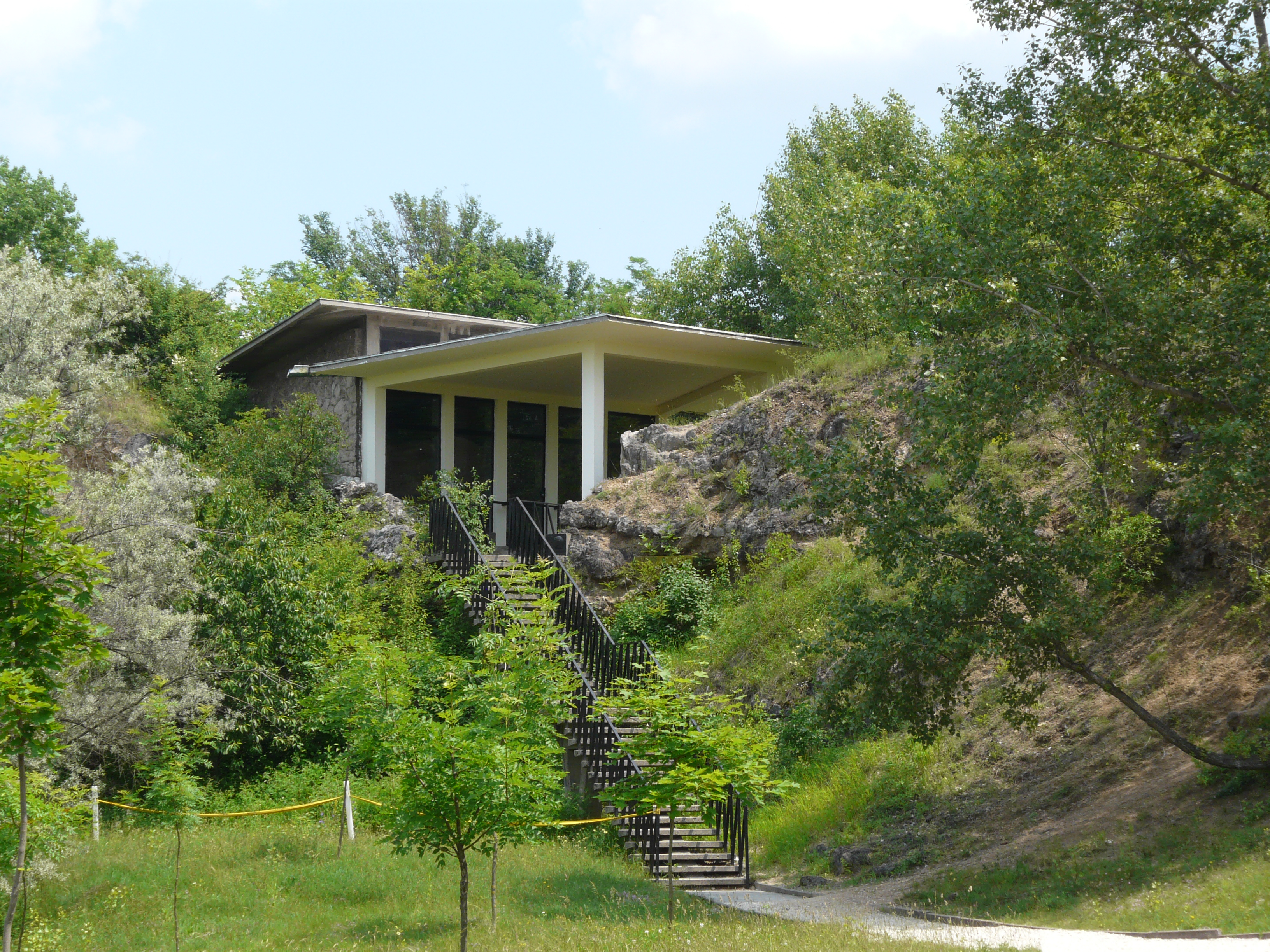
Ingresso al sito archeologico di Vértesszőlős, dove è stato rinvenuto l'osso occipitale di "Samu", un homo heidelbergensis

Il più antico sito archeologico che conserva tracce della presenza umana nel bacino dei Carpazi è stato portato alla luce a Vértesszőlős in Transdanubio negli anni '60. Il sito del Pleistocene medio si trovava presso delle formazioni di travertino con un diametro compreso tra i 3 e i 6 m e levigate dalle vicine sorgenti termali. Il sito di Vértesszőlős fu occupato cinque volte tra circa 500 000 e 250 000 anni fa. Tra le prove di maggiore peso si segnalano il ritrovamento dell'osso occipitale di un maschio adulto, un homo heidelbergensis, oggi conosciuto come "Samu", e il dente da latte di un bambino. Sono stati trovati anche oggetti in quarzite e silice realizzati con ciottoli raccolti nel vicino fiume, oltre alle tracce di fuochi da campo affiancati da ossa di animali frantumate, resti di cavalli non addomesticati, uri, bisonti, cervi, capre, lupi, orsi e tigri dai denti a sciabola.
Non è stata scoperta alcuna prova archeologica umana risalente al periodo compreso tra circa 250 000 e 100 000 anni fa. I primi siti risalenti al Paleolitico medio possono essere catalogati al periodo transitorio tra la glaciazione Riss e quella di Würm di circa 100 000 anni fa. Gli studi dei teschi datati a quell'epoca dimostrano che i neanderthaliani popolarono il Transdanubio nord-orientale e i monti Bükk durante questo frangente. I neanderthaliani vissuti nella regione di Érd tra il 100000 e il 40000 a.C. circa utilizzavano ciottoli di quarzite. Per sopravvivere, compivano spedizioni di caccia spingendosi fino ai monti Gerecse alla ricerca di orsi delle caverne, cavalli selvatici, rinoceronti lanosi e altri animali. Un gruppo di neanderthaliani si stabilì vicino alle sorgenti di acqua calda di Tata intorno al 50000 a.C., dandosi verosimilmente alla caccia di piccoli di mammuth, orsi bruni, cavalli e cervi nobili. Nella località appena indicata è stato rinvenuto un oggetto piatto e ovale fatto di lamelle di denti di mammut, simile al tjurunga rituale degli aborigeni australiani. Una terza comunità di neanderthaliani si stanziò nelle grotte dei Pilis, delle colline di Vértes e dei monti Gerecse. Questi individui dovevano regolarmente spostarsi verso i monti Bükk e i Carpazi Bianchi per raccogliere la materia prima necessaria per i loro strumenti di caccia. Gli stambecchi erano le prede principali, come si desume dallo studio dei siti del Paleolitico medio localizzati presso i monti Bükk. Oltre alle rocce del posto, si servivano della materia prima dei Carpazi Bianchi e della regione del fiume Prut. La ricerca archeologica suggerisce che i neanderthaliani scomparvero dalle regioni settentrionali del bacino dei Carpazi circa 40 000 anni fa.
Le più recenti indagini compiute dagli studiosi dimostrano che le prime comunità di homo sapiens giunsero nel bacino dei Carpazi tra 33000 e 28000 a.C. In virtù di tale indicazione, la convivenza dei neanderthaliani e degli esseri umani moderni nel territorio, ipotizzata da studi precedenti, non può essere dimostrata. Il gruppo aurignaziano di sapiens sapiens che si stabilirono nelle grotte dell'Istállóskő ricorreva principalmente a utensili fatti di ossa e trovava rifugio negli anfratti, specialmente durante le battute di caccia contro camosci, cervi, renne e altre specie faunistiche locali. Gli strumenti in pietra suggeriscono che essi giunsero sui monti Bükk dai Carpazi settentrionali e dalla regione del Prut. Secondo una teoria accademica, si potrebbe rintracciare un'altra cultura archeologica locale, quella di Szeleta, ritrovata nella Polonia meridionale e che rappresenta una transizione tra il Medio e il Paleolitico superiore; essa si distingueva per le punte di lancia a forma di foglia risalenti al 32000 a.C. Tuttavia, l'esistenza di questa distinta corrente non è accettata all'unanimità, perché la maggior parte degli utensili preistorici portati alla luce nell'omonima grotta Szeleta (sul lato orientale dei monti Bükk) sono simili a quelli trovati nel Paleolitico superiore altrove in Europa centrale.
Attratti dalla numerosa selvaggina delle pianure al centro del bacino dei Carpazi, gruppi di cacciatori gravettiani si insediarono nel territorio giungendo da ovest circa 27 000 anni fa. Le pianure centrali del bacino pannonico non furono ricoperte dal ghiaccio nemmeno nel momento più freddo dell'ultima glaciazione (circa 20 000 anni fa). I nuovi arrivati si distribuirono sulle cime delle colline lungo i fiumi Hornád e Bodrog e si procacciarono da vivere principalmente uccidendo mammut e alci, impiegando pietre levigate per lavorare pelle, ossa, corni e legna. I reperti artistici risultano rari, ma a titolo di esempio si può menzionare un disco con bordi seghettati composto di calcare levigato e portato alla luce a Bodrogkeresztúr. Una seconda ondata di gravettiani arrivò durante una fase più calda, iniziata circa 20 000 anni fa. Gli utensili erano stati perlopiù realizzati con dei ciottoli, in modo simile alle comunità del Paleolitico inferiore, ma non è possibile riscontrare alcuna continuità con popolazioni di epoca passata. I resti di capanne infossate sono stati rintracciati nei pressi di una collina vicino a Sárvár, dove sono state trovate anche delle ossa di renne, di cui una perforata ma non decorata. Oltre agli insediamenti permanenti, si annoverano accampamenti temporanei di cacciatori gravettiani nelle pianure del Jászság (Ungheria centrale) e nei dintorni di Seghedino. Circa 15 000 anni fa, nuovi cacciatori giunsero nel territorio e gli insediamenti principali si concentrarono nel nord-est del Transdanubio. Un ciondolo composto con un dente di lupo, un paio di denti di cervo rosso e dei reperti simili suggeriscono che queste tribù indossassero degli ornamenti.
Le prove archeologiche del Mesolitico restano limitate, con le ricognizioni archeologiche che si sono imbattute in qualche traccia interessante soltanto nello Jászság ((Jászberény I). La fase iniziale del Neolitico coincide con la cultura Körös, datata al carbonio intorno al 6200 a.C., mentre nel Neolitico medio si affermò e prosperò la cultura della ceramica lineare. Occorre distinguere quella occidentale, riscontrata in Transdanubio e a Satu-Mare (Szatmar), e quella orientale (chiamata "Ceramica lineare di Alföld" in Ungheria), osservata a Želiezovce (in Slovacchia), a Szakálhát e sui monti Bükk. La cultura del Tibisco, di epoca tardo-neolitica, anticipa infine quelle dell'età del rame di Tiszapolgár e di Bodrogkeresztúr.

### Età del rame e del bronzo
La cultura di Baden (3600 circa-2800 a.C.), risalente all'età del rame e portata alla luce sia in Ungheria sia in Slovacchia, vide diffondersi la pratica della cremazione e della realizzazione di urne antropomorfe, mentre a Nitriansky Hrádok è stata trovata una fossa comune. L'unico cimitero conosciuto che ospita delle tombe singole ha sede in una località risalente alla più antica epoca della cultura di Baden ("fase Boleráz") a Pilismarót, nella provincia di Komárom-Esztergom, e contiene anche alcuni esempi di beni forse esportati dalla cultura della ceramica decorata a punzone (diffusa perlopiù in Polonia). Alcuni studiosi sostengono che la cultura del Baden rappresenti un primo esempio di cultura indo-europea nell'Europa centrale.
Makó (una città nella moderna contea di Csongrád-Csanád) presta il nome a una cultura materiale del III millennio a.C., conosciuta anche come cultura Makó-Caka o Kosihy-Caka, e ad altri reperti archeologici dell'età del rame e del bronzo. Si contano più di 180 centri di interesse storico affiliati a tale filone, il più importante dei quali si trova a Kiszombor. La cultura Makó è spesso considerata un sottoinsieme o una propaggine della più ampia cultura Vučedol, centrata su Vukovar. Sebbene non vi sia consenso sulle affiliazioni culturali dei siti compresi in questa categoria, kurgan, fibbie, gioielli e attrezzature equestri rinvenuti vicino a Makó potrebbero suggerire dei collegamenti con i nomadi che migrarono dalla steppa eurasiatica. In epoca successiva, il numero di oggetti associati ai Sarmati aumenta gradualmente di numero.
La cultura Ottomány (conosciuta anche come cultura Otomani-Füzesabony) era una cultura dell'età del bronzo (circa 2100-1600 a.C.) che attecchì dall'Ungheria orientale e dalla Romania occidentale fino al sud-est della Polonia e all'Ucraina occidentale. L'ambra esportata sulle rotte commerciali preistoriche dal Baltico è spesso presente nei siti di Ottomány, tanto che è possibile intuire come il percorso noto come "Via dell'ambra" stesse assumendo proprio allora una sua conformazione, collegando i potenti Stati in ascesa situati sul mar Mediterraneo alla regione baltica sudorientale.

### Età del ferro
Nel bacino dei Carpazi, l'età del ferro iniziò intorno all'800 a.C., quando nuove comunità si trasferirono nel territorio e si impossessarono degli antichi centri abitati fortificati da terrapieni. È plausibile che gli ultimi arrivati fossero delle tribù iraniche separatesi dalla propria antica federazione e passate sotto la sovranità dei Cimmeri. Si trattava di nomadi equestri che consentirono la comparsa della cultura di Mezőcsát, nota soprattutto grazie agli utensili e alle armi di ferro realizzate. Il loro dominio si estese nella pusta della grande pianura ungherese e nelle parti orientali del Transdanubio.
Intorno al 750 a.C., i popoli affiliati alla cultura di Hallstatt occuparono gradualmente le aree occidentali del Transdanubio, ma le tribù precedentemente insediatesi non scomparvero del tutto, ragion per cui le due culture archeologiche coesistettero per secoli. I popoli della cultura di Hallstatt si impossessarono delle fortificazioni della popolazione precedente (ad esempio Velem, Celldömölk, Tihany), ma ne costruirono anche di nuove circondate da terrapieni (Sopron). I membri della nobiltà venivano sepolti in tombe a camera ricoperte di terra. Alcuni dei loro insediamenti situati lungo la Via dell'Ambra si svilupparono presto come fiorenti centri commerciali.
Tra il 550 e il 500 a.C., ulteriori comunità decisero di vivere lungo il fiume Tibisco e in Transilvania. Questa grande immigrazione potrebbe essere stata collegata o alle campagne militari del re Dario I di Persia (522 a.C.-486 a.C.) nella penisola balcanica o alle lotte tra i Cimmeri e gli Sciti. Quelle persone, stanziatesi in Transilvania e nel Banato, possono essere identificate con gli Agatirsi (probabilmente un'antica tribù tracia la cui presenza sul territorio è stata attestata da Erodoto), mentre coloro che vivevano in quella che oggi è la grande pianura ungherese possono essere identificati con i Siginni. Tali comunità introdussero l'uso della ruota del vasaio nel bacino dei Carpazi e mantennero stretti contatti commerciali con i popoli vicini.
I Pannoni (una tribù illirica) potrebbero essere giunti nelle terre meridionali della Transdanubia nel corso del V secolo a.C. Nel IV secolo a.C., vari Celti immigrarono nei territori intorno al fiume Raab e surclassarono gli Illiri che vi risiedevano; tuttavia, gli sconfitti riuscirono ad assimilare i Celti, che finirono infatti per adottare il loro idioma. Negli anni 290 e 280 a.C., le comunità celtiche che stavano convergendo verso la penisola balcanica transitarono attraverso il Transdanubio, con alcuni di essi che decisero risiedervi permanentemente. In seguito, nel 279 a.C., gli Scordisci (affiliati ai Celti), che erano stati sconfitti a Delfi, si stabilirono alla confluenza dei fiumi Sava e Danubio ed estesero il loro dominio nelle sezioni meridionali del Transdanubio. In quel periodo, le parti settentrionali del Transdanubio erano governate dai Taurisci (anch'essi una tribù celtica) e nel 230 a.C. dal popolo celtico (il popolo della cultura di La Tène) aveva occupato gradualmente l'intero territorio della grande pianura ungherese. Tra il 150 e il 100 a.C., una nuova tribù celtica, quella dei Boi, si trasferì nel bacino dei Carpazi e si assicurò le zone settentrionali e nord-orientali della regione (principalmente il territorio dell'attuale Slovacchia).

## Epoca romana

### Età repubblicana e imperiale
I romani iniziarono a interessarsi al bacino dei Carpazi nel 156 a.C., quando eseguirono una spedizione militare contro gli Scordisci che vivevano nella regione transdanubiana. Nel 119 a.C. marciarono alla volta di Siscia (oggi Sisak, in Croazia) e rafforzarono il loro predominio sulla futura provincia dell'Illyricum a sud del bacino dei Carpazi. Nell'88 a.C., i soldati romani sconfissero gli Scordisci e li confinarono nelle sezioni orientali della Sirmia, mentre i Pannoni ripiegarono verso il nord del Transdanubio. Quando il re Mitridate VI del Ponto avviò i preparativi per un attacco contro l'esercito romano attraverso la penisola balcanica, si rivolse alle tribù pannoniche in cerca di sostegno e non agli Scordisci, ritenendoli maggiori conoscitori della regione; tale informazione, quindi, lascia dedurre che, intorno al 70-60 a.C., le tribù pannoniche non erano state ancora soggiogate.
Intorno al 50 a.C., i nuclei principalmente celtici che vivevano in loco si confrontarono con Burebista, re dei Daci (82-44 a.C.), che iniziò ad espandere in maniera rapida il suo dominio partendo dalla Transilvania. Le fonti non indicano in modo chiaro se fosse stato Burebista ad avviare il processo di unificazione delle tribù dei Daci o se tale percorso fosse stato già instradato dai suoi predecessori. Il sovrano soggiogò i Taurisci e gli Anartii, affrontando durante le guerre l'alleanza tribale celtica guidata dai Boi. La vittoria di Burebista sui Celti portò non solo alla rottura dell'alleanza in essere tra le varie comunità, ma anche alla creazione di insediamenti daci nelle parti meridionali dell'odierna Slovacchia e all'allargamento del suo dominio «verso tutte le direzioni». Il monarca, tuttavia, cadde vittima dei suoi nemici politici e quanto possedeva finì frammentato in quattro sezioni.
Il periodo compreso tra il 15 a.C. e il 9 d.C. fu caratterizzato dalle continue rivolte dei Pannoni contro il crescente accentramento dell'impero romano, il quale riuscì tuttavia a rafforzare la propria supremazia sugli insorti e riorganizzò amministrativamente il territorio occupato in una nuova provincia.

### Provincia di Pannonia
L'impero romano sottomise i Pannonici, i Daci, i Celti e altri popoli distribuiti nella regione geografica in esame. Il territorio a ovest del Danubio fu conquistato dai romani tra il 35 e il 9 a.C., confluendo in una provincia divenuta nota con il nome di Pannonia. Le parti più orientali dell'odierna Ungheria furono riorganizzate nel 106 d.C. sotto la denominazione Dacia, un'unità amministrativa rimasta in essere fino al 271. Il territorio tra il Danubio e il Tibisco fu abitato dai Sarmati Iazigi tra il I e il IV secolo d.C., o forse anche prima, con i primi resti sono stati datati all'80 a.C.. L'imperatore Traiano permise ufficialmente agli Iazigi di stabilirsi lì a titolo confederati. Il restante territorio era nelle mani dei Traci (Daci). Nel frattempo, i Vandali si insediarono nell'alto Tibisco nella seconda metà del II secolo.
I quattro secoli di dominio romano consentirono di vivere in maniera relativamente tranquilla e in prosperità economica. Molte delle città importanti dell'odierna Ungheria furono fondate durante questo periodo, come Aquincum (Budapest), Sopianae (Pécs), Arrabona (Győr),  Solva (Esztergom), Savaria (Szombathely) e Scarbantia (Sopron). Il cristianesimo si diffuse in Pannonia nel IV secolo, quando divenne la religione ufficiale dell'impero.

### Tarda antichità

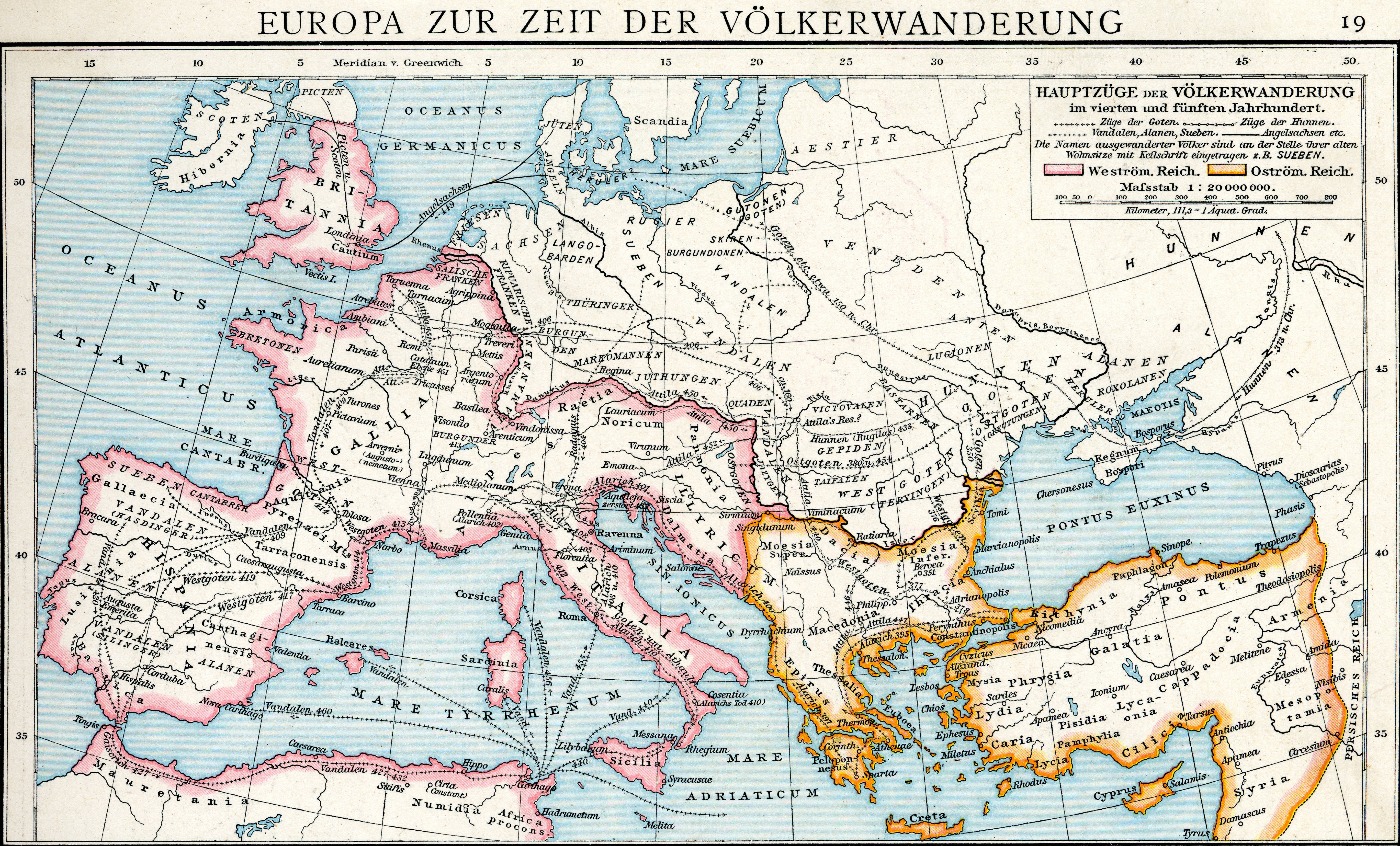
Le invasioni barbariche del V secolo

Nel 375, i nomadi Unni iniziarono a invadere l'Europa dalle steppe orientali, inserendosi in maniera preponderante nel contesto delle invasioni barbariche. Nel 380, gli Unni penetrarono nell'attuale Ungheria e assunsero un peso preponderante nella regione fino al V secolo.
Nello stesso periodo (379-395), l'impero romano permise a gruppi di Goti, Alani, Unni, Marcomanni e Quadi di insediarsi in Pannonia, che era ancora un territorio romano. I Visigoti, gli Alani, i Vandali e la maggior parte dei Quadi e dei Marcomanni, però, lasciarono questo territorio intorno al 400, e si spostarono nell'Europa occidentale e meridionale.
Gli Unni, approfittando della partenza dei Goti, Quadi e delle altre popolazioni, crearono nel 423 un forte impero in Ungheria. Nel 453 raggiunsero l'apice della loro espansione sotto la guida del conquistatore Attila. L'impero crollò nel 455, quando gli Unni furono sconfitti dalle vicine tribù germaniche (tra cui i Quadi, i Gepidi e gli Sciri).
I Gepidi, stanziati a est dell'alto Tibisco dal 260, si trasferirono nel bacino orientale dei Carpazi nel 455. Essi smisero di esistere nel 567 quando furono sconfitti dai Longobardi e dagli Avari. Gli Ostrogoti, di etnia germanica, raggiunsero anch'essi la Pannonia, con il consenso di Roma, tra il 456 e il 473.

## Alto Medioevo

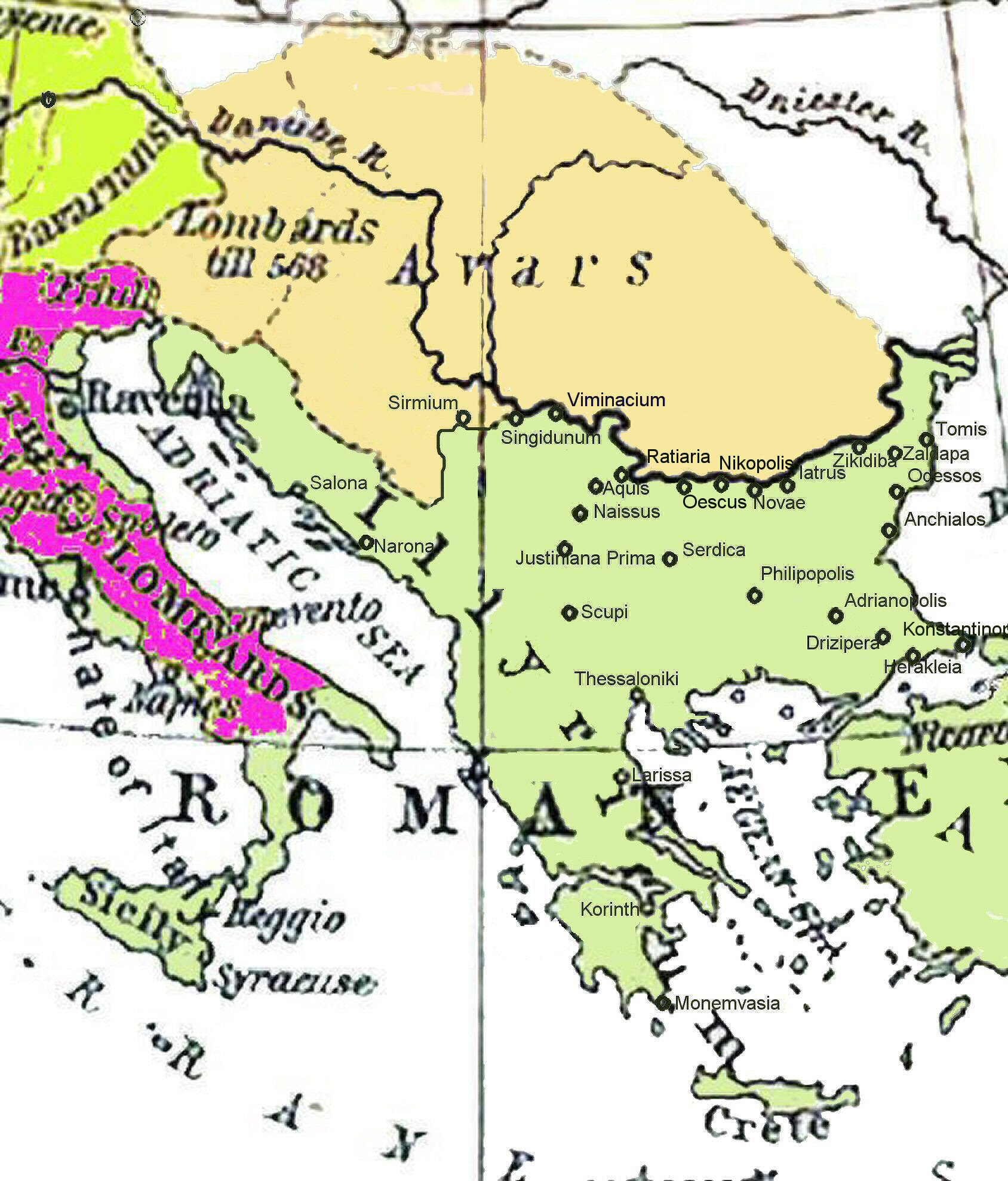
Quadro geopolitico dei Balcani intorno al 650

L'influenza romana in Pannonia aveva cominciato a diminuire già con l'arrivo degli Unni nel IV secolo. I restanti Pannoni romanizzati diedero vita alla fine del V secolo alla cultura Keszthely, concentrata intorno al lago Balaton. I primi Slavi giunsero nella regione, quasi certamente dal nord, subito dopo la partenza degli Ostrogoti (471), insieme ai Longobardi e agli Eruli. Intorno al 530, i primi approdarono in Pannonia e si scontrarono con i Gepidi e gli Slavi. Nel 568, una volta scacciati dagli Avari, si trasferirono nell'Italia settentrionale. Gli Avari arrivarono dall'Asia negli anni '60 del 500 sbaragliando i Gepidi a est, scacciando i Longobardi a ovest e soggiogando infine gli Slavi, assimilandoli comunque in parte. Proprio come avevano fatto gli Unni decenni prima, i nuovi signori della pianura pannonica fondarono un vasto impero, ma stavolta più stabile e duraturo.
Gli Avari erano inizialmente cavalieri nomadi, ma sulla base dei grandi cimiteri ritrovati, utilizzati da tre o quattro generazioni, e con riferimento a un numero crescente di insediamenti è probabile che abbiano adottato uno stile di vita sedentario dall'VIII secolo. La loro supremazia venne meno tra il 791 e il 795, quando Carlo Magno occupò l'area transdanubiana, annettendola al suo impero. Le indagini archeologiche su insediamenti rurali altomedievali a Balatonmagyaród, Nemeskér e in altri luoghi del Transdanubio dimostrano che le loro usanze non erano mutate dopo la soppressione del khaganato. Avvenuta in quel contesto, la fondazione di nuovi insediamenti nelle vecchie terre di confine è dimostrata dai ritrovamenti cimiteriali, nello specifico da utensili con chiare analogie con quelli rinvenuti in Baviera, Bulgaria, Croazia, Moravia e in simili territori lontani. Una costruzione difensiva con le mura in legno è stata portata alla luce a Zalaszabar: essa presenta delle somiglianze con le corti nobiliari di altre zone dell'Impero Carolingio.
I gruppi avari che rimasero sotto il dominio del loro khagan furono frequentemente attaccati dai guerrieri slavi. Per questa ragione, in cerca di assistenza, il khagan si rivolse a Carlo Magno chiedendogli di lasciare che il suo popolo si stabilisse nella regione tra Szombathely e Petronell, in Pannonia; la sua richiesta andò accettata nell'805. La Conversio Bagoariorum et Carantanorum annovera gli Avari tra i popoli sottoposti alla giurisdizione ecclesiastica dell'arcidiocesi di Salisburgo intorno all'870. Il numero crescente di prove archeologiche rinvenute nel Transdanubio presuppone la presenza di una comunità avara nel bacino carpatico ancora alla vigilia del X secolo. I ritrovamenti suggeriscono pertanto una sicura presenza di quel gruppo etnico nella grande pianura ungherese anche verso la fine dell'alto Medioevo, malgrado sia difficile azzardare un riferimento cronologico più preciso. Un provvedimento emesso nell'860 dal re Ludovico il Germanico e destinato all'abbazia di Mattsee attesta con una buona dose di verosimiglianza che nel territorio vivevano anche gli Onoguri, un altro popolo di origine turca.
I territori annessi all'impero franco erano inizialmente governati da ufficiali reali e comandanti locali. Tra le figure di spicco più rilevanti di tale epoca storica si impose un principe slavo di nome Pribina, che ricevette vasti possedimenti lungo il fiume Zala intorno all'840. Egli promise la colonizzazione delle sue terre, erigendo anche, per ospitare nuovi abitanti, Mosaburg, una fortezza nelle paludi. Inizialmente difeso da barriere in legno, questo «complesso di castelli» divenne un centro amministrativo in tempi brevi. Rafforzato da mura a secco alla fine del secolo, quattro chiese circondate da cimiteri sono state portate alla luce dentro e intorno all'insediamento, con almeno uno di essi che continuò ad essere utilizzato fino all'XI secolo. Pribina morì combattendo contro i Moravi nell'861 e suo figlio Kocel ereditò i suoi possedimenti. A quest'ultimo successe intorno all'876 Arnolfo, un figlio naturale di Carlomanno, re dei Franchi orientali. Sotto il suo governo, tra l'882 e 884, le truppe morave intervennero nel conflitto noto come «guerra di Wilhelminer» e «causarono», secondo gli Annali di Fulda, «devastazione ad est del Raab».

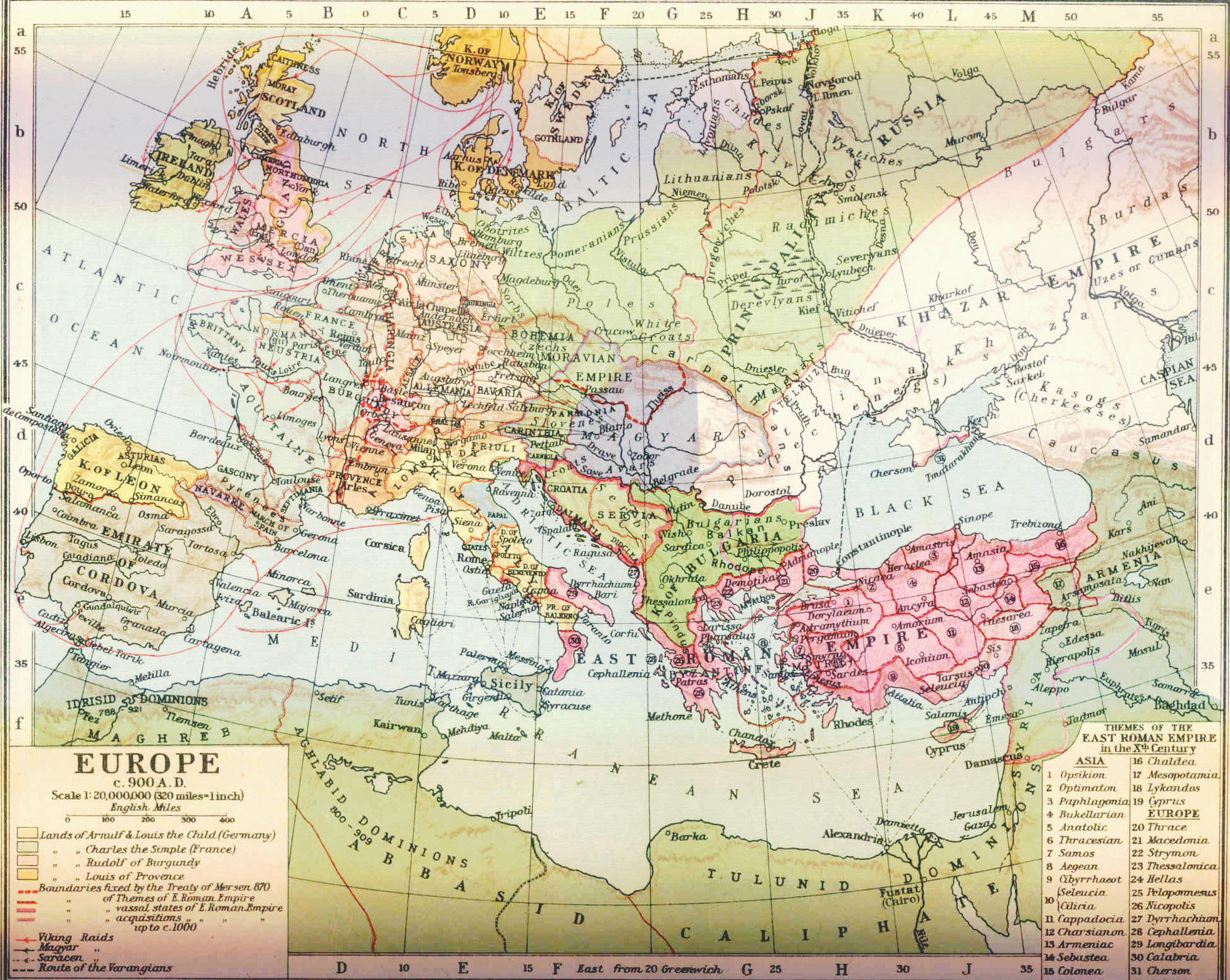
L'Europa intorno al 900

La Grande Moravia emerse come altra potente realtà dell'Europa centrale, al fianco del regno dei Franchi Orientali, negli anni 820 sotto il suo primo sovrano di cui si ha conoscenza, ovvero Mojmír I. Il suo successore, Rastislav, contribuì ad accrescere la forza militare della Moravia, promuovendo altresì le attività di proselitismo dei fratelli bizantini, Costantino e Metodio, nel tentativo di ottenere l'indipendenza completa dai Franchi orientali. La Moravia raggiunse il suo periodo di massimo splendore sotto Svatopluk I (870-894), fautore di una grande espansione territoriale su ogni versante dei vecchi confini. La Grande Moravia si sviluppava lungo le rive del fiume Morava settentrionale, ovvero nel territorio dell'attuale Repubblica Ceca e della Slovacchia, malgrado non vi sia concordia a livello storiografico.
Oltre alla Francia orientale e alla Moravia, il Primo impero bulgaro rappresentava la terza potenza più coinvolta negli eventi accaduti nel bacino dei Carpazi nel IX secolo. Un lessico bizantino della fine del X secolo noto come Suda aggiunge che Krum attaccò gli Avari da sud-est intorno all'803. Gli Annales Regni Francorum testimoniano che gli Obodriti concentrati nella porzione di «Dacia sul Danubio»,  molto probabilmente lungo il corso inferiore del fiume Tibisco, chiesero l'assistenza dei Franchi contro i Bulgari nell'824. Le truppe bulgare invasero anche la Pannonia, «scacciarono i capi slavi e nominarono al loro posto governatori provenienti dalla loro terra» nell'827. Un'iscrizione scoperta a Provadia riferisce di un capo militare arrivato dalla Tracia di nome Onegavonais che annegò nel Tibisco più o meno nello stesso arco temporale, avvalorando dunque la versione fornita dagli Annales Regni Francorum. La potenza emergente della Moravia portò a un riavvicinamento tra la Bulgaria e i Franchi orientali negli anni 860. Ad esempio, il re Arnolfo di Carinzia inviò un'ambasciata ai Bulgari nell'892 per «rinnovare la pace precedente e chiedere che non vendessero sale ai moravi». Quest'ultima richiesta suggerisce che la rotta dalle miniere di sale dei Carpazi orientali alla Moravia fosse controllata in quel periodo dai Bulgari.
L'anonimo autore delle Gesta Hungarorum, realizzate nel Basso Medioevo, anziché riferirsi a Svatopluk I di Moravia e ad altri governanti noti grazie a fonti coeve, scrive di personalità e società non menzionate dai cronisti attivi alla fine del IX secolo. Nello specifico, si riferisce a Menumorut, un influente nobile residente nel castello di Bihar (Biharia, Romania), a Zobor, «duca di Nitra per grazia del duca dei Cechi», e a Gelou, «un certo valacco» al governo della Transilvania. Secondo lo storico Ryszard Grzesik, il riferimento a Gelou e ai valacchi al suo seguito dimostra che questo gruppo etnico si era già stabilito in Transilvania dall'epoca in cui le Gesta furono completate, mentre le storie su Zobor e Menumorut conservarono la memoria della lotta degli Ungari contro i Moravi. Associando il nome di Menumorut alla Grande Moravia, Grzesik lo assimila a Svatopluk I e confuta il resoconto del governo di Menumorut a Bihar. Delle fortezze alto-medievali portate alla luce a Bihar e in altri luoghi ad est del Tibisco nessuna di esse risale con certezza al IX secolo.

### Conquista magiara del bacino dei Carpazi

Europa centrale e sudorientale intorno all'850

La Continuazione della cronaca di Giorgio Monaco, realizzata dopo il 948 e che descrive in maniera accurata gli avvenimenti verificatisi nell'Europa centrale tra l'886 e il 948, contiene il primo riferimento certo agli Ungari. Nel resoconto si afferma che i guerrieri magiari intervennero in un conflitto in corso tra l'impero bizantino e i Bulgari per conto di questi ultimi nella regione del Basso Danubio nell'836 o 837. La prima incursione nota in Europa centrale è testimoniata dagli Annali di San Bertino: si scrive a tal proposito di «nemici, detti Ungari, finora sconosciuti» responsabili della devastazione del regno di Ludovico II il Germanico nell'862. Charles R. Bowlus, Victor Spinei e altri storici sostengono che Rastislav di Moravia, in guerra con Ludovico, assoldò gli Ungari per invadere la Francia orientale. Senza che una sua lettera risalente al 900 circa lasci spazio a interpretazioni in senso opposto, l'arcivescovo Teotmaro di Salisburgo afferma che i Moravi spesso si allearono con gli Ungari contro i tedeschi.
Il sovrano e studioso bizantino Costantino VII Porfirogenito riferisce nel suo De administrando imperio (948-952) che gli Ungari si stanziarono in un territorio chiamato Atelkouzou fino al loro attraversamento dei Carpazi, un'area compresa tra i fiumi "Barouch", "Koubou", "Troullos", "Broutos" e "Seretos". Sebbene l'identificazione dei primi due corsi d'acqua con il Dnepr e il Bug Orientale non sia unanimemente accettata, gli ultimi tre nomi si riferiscono senza dubbio al Dnestr, al Prut e al Siret.

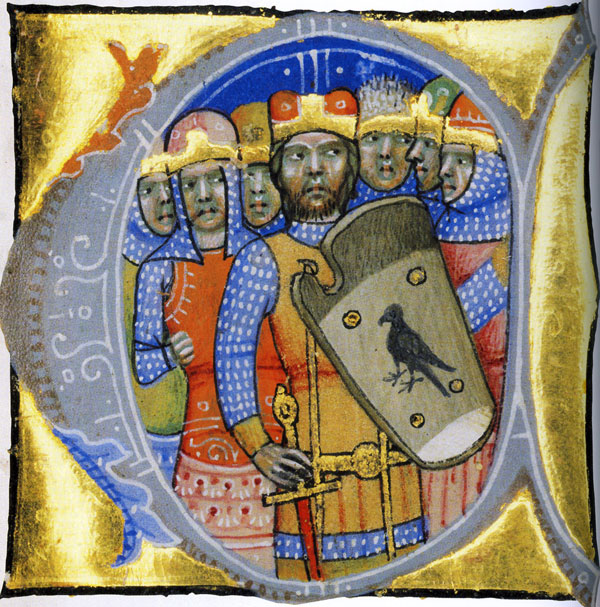
I capi delle sette tribù ungare raffigurati nella Chronica Picta

Porfirogenito fornisce anche il numero degli Ungari, i quali erano organizzati in sette tribù che componevano una confederazione. L'anonimo autore duecentesco delle Gesta Hungarorum sembra aver conservato la denominazione ungherese della confederazione tribale Hetumoger (in ungherese Sette Ungari), malgrado parli di «sette personalità di spicco» che si fregiavano di tale titolo piuttosto che di un'entità politica vera e propria.
L'unione degli Hetumoger fu rafforzata dall'arrivo dei Cabari, una fazione ribelle dei Cazari unitasi agli Ungari, secondo Costantino Porfirogenito, dopo la loro fallita rivolta contro il loro khaganato. Gli Ungari e i Cabari compaiono nella versione estesa degli Annali di Salisburgo (del IX-X secolo), nel punto in cui si riferisce che i primi combatterono nei dintorni di Vienna, mentre i secondi ingaggiarono battaglia nelle vicinanze di «Culmite» nell'881. Una volta assicuratisi il bacino pannonico a scapito della Grande Moravia e dei Franchi orientali, gli Ungari istituirono un proprio Principato, che si sarebbe evoluto in un regno nell'anno 1000, in concomitanza con l'incoronazione di Stefano I.

### Fonti primarie
- Annales Regni Francorum (opera completa), su thelatinlibrary.com. URL consultato il 17 settembre 2021.
- Anonimo notaio di re Béla, Gesta Hungarorum, traduzione di Martyn Rady e László Veszprémy, CEU Press, 2010, ISBN 978-963-9776-95-1.
- Costantino Porfirogenito, De administrando imperio, a cura di Gyula Moravcsik, traduzione di Romillyi J. H. Jenkins, Dumbarton Oaks Center for Byzantine Studies, 1967, ISBN 978-0-88402-021-9.
- Annali di Fulda, su dmgh.de. URL consultato il 17 settembre 2021.
- Georg Waitz e Georg Heinrich Pertz, Gli Annali di San Bertino, impensis bibliopolii Hahniani, 1883.

### Fonti secondarie
- (EN) Brian Adams, The Bükk Mountain Szeletian: Old and New Views on "Transitional" Material from the Eponymous Site of the Szeletian, in Marta Camps e Parth R. Chauhan, Sourcebook of Paleolithic Transitions, Springer, 2009,  pp. 427-440, ISBN 978-0-387-76487-0.
- (HU) Kálmán Benda, Magyarország történeti kronológiája - I. kötet: A kezdetektől 1526-ig [Cronologia storica dell'Ungheria - Volume I: Dalle origini al 1526], Budapest, Akadémiai Kiadó, 1981, ISBN 963-05-2661-1.
- (EN) Charles R. Bowlus, Franks, Moravians, and Magyars: The Struggle for the Middle Danube, 788-907, Philadelphia, University of Pennsylvania Press, 1995, ISBN 978-0-8122-3276-9.
- (EN) Barry Cunliffe, The Oxford Illustrated History of Prehistoric Europe, Oxford University Press, 1997, ISBN 978-0-19-285441-4.
- (EN) Florin Curta, Transylvania around A.D 1000, in Europe around the Year 1000, Wydawn, 2001,  pp. 141-165, ISBN 978-83-7181-211-8.
- (EN) Florin Curta, Southeastern Europe in the Middle Ages, 500-1250, Cambridge, Cambridge University Press, 2006, ISBN 978-0-511-81563-8.
- (EN) Pál Engel, The Realm of St Stephen: A History of Medieval Hungary, 895-1526, I.B. Tauris Publishers, 2001, ISBN 978-1-86064-061-2.
- (EN) John Van Antwerp Jr. Fine, The Early Medieval Balkans: A Critical Survey from the Sixth to the Late Twelfth Century, Ann Arbor, University of Michigan Press, 1991, ISBN 978-0-472-08149-3.
- (EN) Ryszard Grzesik, Blasi and Pastores Romanorum in the Gesta Hungarorum by an Anonymous Notary, in Res Historica, vol. 41, n. 11, 2016,  pp. 28-29, DOI:10.17951/rh.2016.0.25, ISSN 2082-6060 (WC · ACNP).
- (EN) László Kontler, Millennium in Central Europe: A History of Hungary, Atlantisz Publishing House, 1999, ISBN 978-963-9165-37-3.
- (HU) Tibor Kovács, István Tóth e Csanád Bálint, Magyarország a honfoglalás előtt [L'Ungheria prima della Conquista Ungherese], in László Solymosi, Magyarország történeti kronológiája, I: a kezdetektől 1526-ig [Cronologia Storica dell'Ungheria, vol. 1, Akadémiai Kiadó, 1981,  pp. 13-52, ISBN 963-05-2661-1.
- (EN) Gyula Kristó, Hungarian History in the Ninth Century, Szegedi Középkorász Muhely, 1996, ISBN 963-482-113-8.
- (HU) Gyula Kristó, Magyarország története - 895-1301 [La Storia dell'Ungheria - Dall'895 al 1301], Budapest, Osiris, 1998, ISBN 963-379-442-0.
- (EN) László Makkai, Hungary before the Hungarian conquest; The Hungarians' prehistory, their conquest of Hungary and their raids to the West to 955, in A History of Hungary, Indiana University Press, 1994,  pp. 1-14, ISBN 963-7081-01-1.
- (HU) Teréz Olajos, Az avar továbbélés kérdéséről: a 9. századi avar történelem görög és latin nyelvű forrásai [Sulla sopravvivenza degli Avari: fonti greche e latine sulla storia degli Avari del IX secolo] (PDF), in Tiszatáj Alapítvány, vol. 55, n. 11, Seghedino, Tiszatáj, 2001,  pp. 50-56. URL consultato il 10 agosto 2022 (archiviato dall'url originale il 5 febbraio 2012).
- (EN) András Róna-Tas, Hungarians and Europe in the Early Middle Ages: An Introduction to Early Hungarian History, CEU Press, 1999, ISBN 978-963-9116-48-1.
- (EN) Anton Spiesz e Dusan Čaplovič, Illustrated Slovak History: A Struggle for Sovereignty in Central Europe, Bolchazy-Carducci Publishers, 2006, ISBN 978-0-86516-426-0.
- (EN) Victor Spinei, The Great Migrations in the East and South East of Europe from the Ninth to the Thirteenth Century, 2003, ISBN 978-973-85894-5-2.
- (HU) Béla Miklós Szőke, A Karoling-kor (811-896) [Età carolingia (811-896) (PDF), in Magyar régészet az ezredfordulón [L'archeologia ungherese alla soglia dell'anno Mille], Nemzeti Kulturális Örökség Minisztériuma, 2003,  pp. 312-317, ISBN 978-963-86291-7-3.
- (EN) Zsolt Visy, Hungarian Archaeology at the Turn of the Millennium (PDF), Ministry of National Cultural Heritage, Teleki László Foundation, 2003, ISBN 963-86291-8-5.